# The Golden Scarab
The Golden Scarab è il primo album come solista di Ray Manzarek, pubblicato dalla Mercury Records nel 1974. Il disco fu registrato al Sunset Sound, Studio 2 di Hollywood, California (Stati Uniti).

## Tracce
Brani composti da Ray Manzarek, tranne dove indicato
Lato A
1. He Can't Come Today – 4:35
2. Solar Boat – 5:15
3. Downbound Train – 5:27 (Chuck Berry)
4. The Golden Scarab – 6:42

Lato B
1. The Purpose of Existence Is? – 6:42
2. The Moorish Idol – 5:40
3. Choose Up and Choose Off – 4:42
4. Oh, Thou Precious Nectar Filled Form (or) a Little Fart – 4:58

Edizione CD del 1992, pubblicato dalla Mercury Records
1. He Can't Come Today – 4:40 (Ray Manzarek)
2. Solar Boat – 5:58 (Ray Manzarek)
3. Downbound Train – 5:30 (Chuck Berry)
4. The Golden Scarab – 6:42 (Ray Manzarek)
5. The Purpose of Existence Is? – 6:38 (Ray Manzarek)
6. The Moorish Idol – 5:38 (Ray Manzarek)
7. Choose Up and Choose Off – 4:43 (Ray Manzarek)
8. Oh, Thou Precious Nectar Filled Form (or) A Little Fart – 4:57 (Ray Manzarek)
9. Whirling Dervish – 5:19 (Paul Davis, Ray Manzarek) – Bonus Track
10. I Wake Up Screaming – 3:34 (Ray Manzarek, Danny Sugerman) – Bonus Track
11. Bicentennial Blues – 7:57 (Ray Manzarek) – Bonus Track

## Musicisti
- Ray Manzarek - voce, pianoforte, organo, kalimba, sintetizzatore
- Ray Manzarek - pianoforte solo (brano: A3)
- Ray Manzarek - kalimba solo (brano: A4)
- Ray Manzarek - organo solo (brano: B1)
- Ray Manzarek - sintetizzatore solo (brano: B2)
- Larry Carlton - chitarra
- Larry Carlton - chitarra solo (brani: A2, B1 e B3)
- Ernie Watts - sassofono tenore (brano: B4)
- Oscar Brashear - tromba (brano: B4)
- Jerry Scheff - basso
- Tony Williams - batteria
- Tim Downs - secondo batterista (solo nel brano: A3)
- Steve Forman - cowbells, whistles, güiro, wood block
- Steve Forman - campane solo (brano: A1)
- Mailto Correa - congas, wood block, bongos
- Milt Holland - pandeiro, campane africane, cabassa, quica